# Anton Domaingo
Anton Domaingo (* 26. April 1811 in St. Veit bei Pettau/Sv. Vid pri Ptuju, Untersteiermark, heute Slowenien; † 25. Februar 1894 in Unterdrauburg/Dravograd, Bezirk Wolfsberg, heute Slowenien) war ein österreichischer Postmeister, Unternehmer und Politiker.

## Leben
Domaingo war der Sohn von Josef Domaingo und dessen Ehefrau Magdalena. Er war römisch-katholischer Konfession und heiratete am 19. August 1840 Anna Toplak (* 14. Mai 1820; † 2. Juni 1867). Aus der Ehe gingen sechs Töchter und fünf Söhne hervor.
Er arbeitete bis 1885 als k.k. Postmeister in Unterdrauburg. Daneben gründete er 1864  eine Firma (Gemischtwarenhandel, Drauüberfuhr, Spedition und Gastwirtschaft). 1889 erfolgte die Löschung der Einzelfirma.
23 Jahre lang war er Bürgermeister von Unterdrauburg/Dravograd. Vom 17. Juli 1848 bis zum 4. März 1849 war er Abgeordneter im Provisorischen Kärntner Landtag. 